# Províncies de Sierra Leone
Les províncies de Sierra Leone són la divisió administrativa de primer nivell de la República de Sierra Leone.

## Orígens
Sierra Leone té 4 divisions territorials. Tres d'elles són qualificades de províncies i la quarta és una àrea, malgrat que les quatre tenen les mateixes competències.
La raó històrica dels diferents noms s'explica pel fet que, amb la independència de 1961, es va fusionar el que havia estat la colònia britànica i el territori del protectorat. Aquest ja estava dividit en les tres províncies: Septentrional, Meridional i Oriental. Així, el territori de la colònia, més petit en extensió però que aportava la capital Freetown, s'incorporà amb el nom d'Àrea Occidental.
Les tres províncies estan subdividides en 12 districtes i l'Àrea Occidental en 2. Els districtes se subdivideixen en 159 cacicats (chiefdoms).

Mapa de les províncies de Sierra Leone.

## Llista
| Província               | Nom oficial en anglès | Superfície (km²) | Capital  |
| ----------------------- | --------------------- | ---------------- | -------- |
| Província Oriental      | Eastern Province      | 15.553           | Kenema   |
| Província Septentrional | Northern Province     | 35.936           | Makeni   |
| Província Meridional    | Southern Province     | 19.694           | Bo       |
| Àrea Occidental         | Western Area          | 557              | Freetown |